# Alicia Alonso (actrice)
Pour les articles homonymes, voir Alicia Alonso et Alonso.
Alicia Alonso est une actrice et chanteuse française.
Alicia Alonso s'est surtout illustrée dans des téléfilms, où elle a notamment tenu les rôles titres des séries Marie Fransson et Inspecteur Moretti. En 2006, elle participe à l'écriture du scénario du téléfilm L'Enfant du secret avec Patrick Laurent.

## Filmographie

### Cinéma
- 1986 : Yiddish Connection de Paul Boujenah : Rebecca

### Télévision
- 1988 : L'Appart série télévisée : Claude
- 1989 : Le Destin du docteur Calvet série télévisée : Isabelle Walker Calvet
- 1992 : Les Cordier, juge et flic (Peinture au pistolet) de Alain Bonnot : Myriam[2]
- 1993 : Commissaire Dumas D'Orgheuil, téléfilm de Philippe Setbon : Mina
- 1995 : Sandra, princesse rebelle de Didier Albert (série télévisée) : Carole Duplessis
- 1995 : Parents à mi-temps, téléfilm de Alain Tasma : Inès
- 1995 : Une femme dans mon cœur, téléfilm de Gérard Marx : Lydie
- 1997 : Inspecteur Moretti (2 épisodes) : Inspecteur Florence Moretti
- 1997 : Docteur Sylvestre (Les Pièges de la lune) :  Sophie
- 1997 : Navarro, Pleure pas, petit homme de Gérard Marx : Anne-Marie
- 1998-2001 : Marie Fransson (4 épisodes) :  Marie Fransson
- 1999 : Parents à mi-temps : Chassés-croisés, téléfilm de Caroline Huppert : Inès
- 2000 : Cévennes (Violence sur le green) de Frédérique Topin
- 2001 : Commissaire Moulin (Le Petit Homme) de Gérard Marx :  Mme Philippon
- 2003 : Commissaire Valence (Viols sous influence) de Vincenzo Marano : Substitut du procureur
- 2004 : B.R.I.G.A.D. (6 épisodes) : Sylvia
- 2005 : Les Enquêtes d'Éloïse Rome (Lieutenant Casanova) de Christophe Douchand : Corine Jacquemin
- 2005 : Faites comme chez vous ! (19 épisodes) : Chloé Grandjean
- 2005 : Dans l'ombre du maître, téléfilm de David Delrieux : Laure
- 2006 : L'Enfant du secret, téléfilm de Serge Meynard : La jeune religieuse
- 2006 : Avocats et Associés (La débauché) de Alexandre Pidoux : Tina Labello
- 2007 : Jeff et Léo Flics et Jumeaux (2 épisodes) : Delphine
- 2008 : Duval et Moretti (3 épisodes) : Carole
- 2020 : Trop jeune pour moi de Jérémy Minui : Mylène

## Théâtre
- 1987 : L’Hurluberlu de Jean Anouilh, mise en scène Gérard Vergez, Théâtre du Palais-Royal
- 1993 : Le Retour en Touraine de Françoise Dorin, mise en scène Georges Wilson, Théâtre de l'Œuvre

## Singles
- 1987 : Comédie
- 1989 : Sherlock